# Ultramarinkardinal
Ultramarinkardinal (Cyanoloxia brissonii) är en fågel i familjen kardinaler inom ordningen tättingar.

## Utseende
Ultramarinkardinalen är en praktfull mörkblå fågel med en mycket kraftig näbb. Hanen är mestadels djupt koboltblå, med ljusare blått på skuldror och ögonbryn, men med en mörkare fläck över ögat. Honan är enhetligt fylligt rödbrun.

## Utbredning och systematik
Ultramarinkardinal delas in i fem underarter med följande utbredning:
- Cyanoloxia brissonii caucae – västra Colombia (dalarna i övre Rio Patia, övre Cauca och d'Água)
- Cyanoloxia brissonii minor – bergstrakter i norra Venezuela (från Falcon till Lara, Sucre och Monagas)
- Cyanoloxia brissonii brissonii – nordöstra Brasilien (Piauí och Ceará till Bahia)
- Cyanoloxia brissonii sterea – östra Paraguay, östra och södra Brasilien och nordöstra Argentina
- Cyanoloxia brissonii argentina – östra Bolivia, Chaco i Paraguay, västra Brasilien och norra Argentina

## Levnadssätt
Ultramarinkardinalen hittas enstaka eller i par i buskiga skogsmarker, ofta nära vatten. Den kan hålla sig gömd och föredrar att födosöka i täta snår.

### Släktestillhörighet
Tidigare placerades arten i släktet Cyanocompsa. Genetiska studier visar dock dels att arterna i släktet inte är varandras närmaste släktingar, dels att ultramarinkardinalen är mycket nära släkt med azurkardinalen (Cyanoloxia glaucocaerulea), varför den förra allt oftare inkluderas i Cyanoloxia

## Status
Arten har ett stort utbredningsområde och internationella naturvårdsunionen IUCN kategoriserar arten som livskraftig. Beståndsutvecklingen är dock oklar.

## Namn
Fågelns vetenskapliga artnamn hedrar franske ornithologen Mathurin Jacques Brisson (1723–1806)

## Bilder

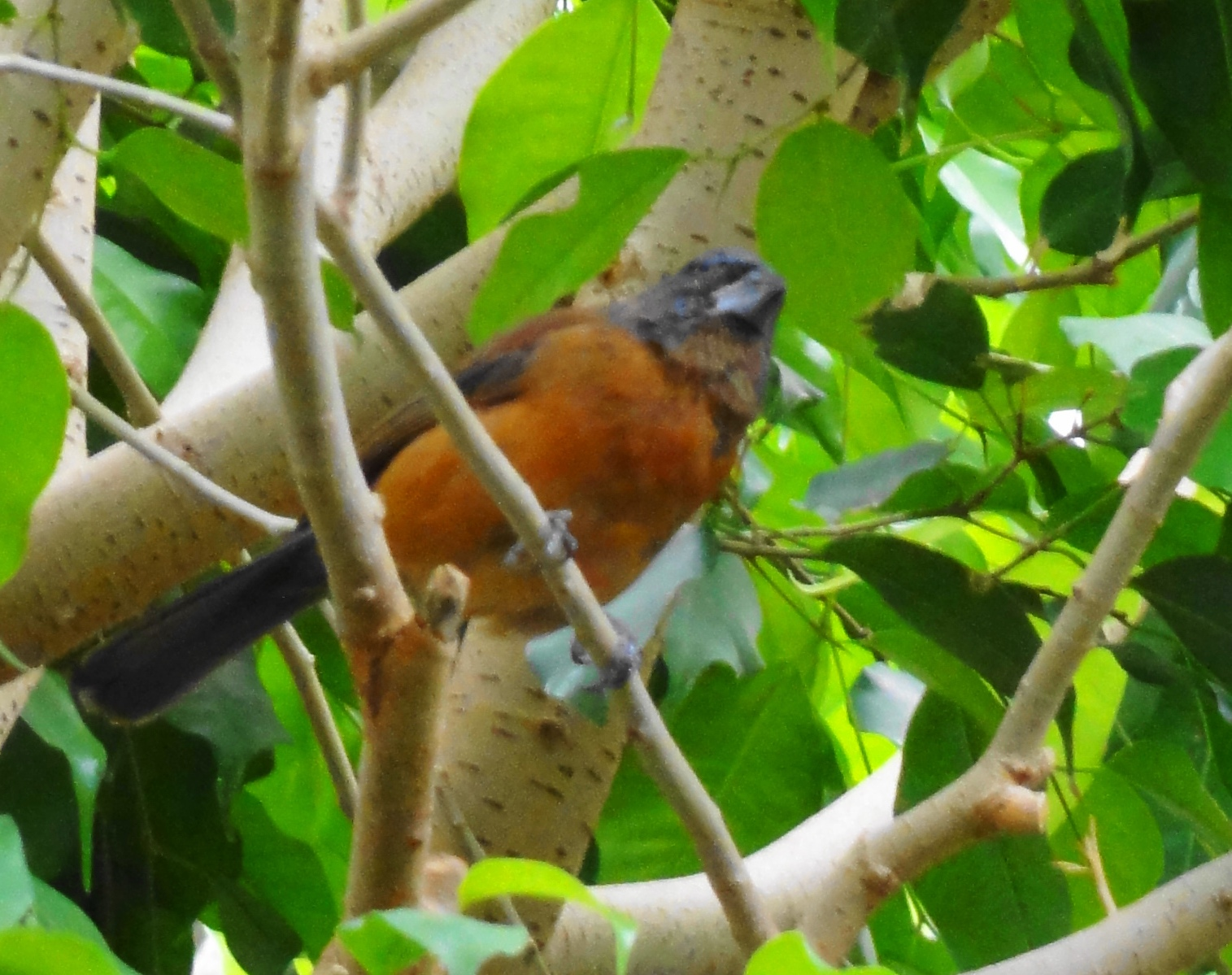
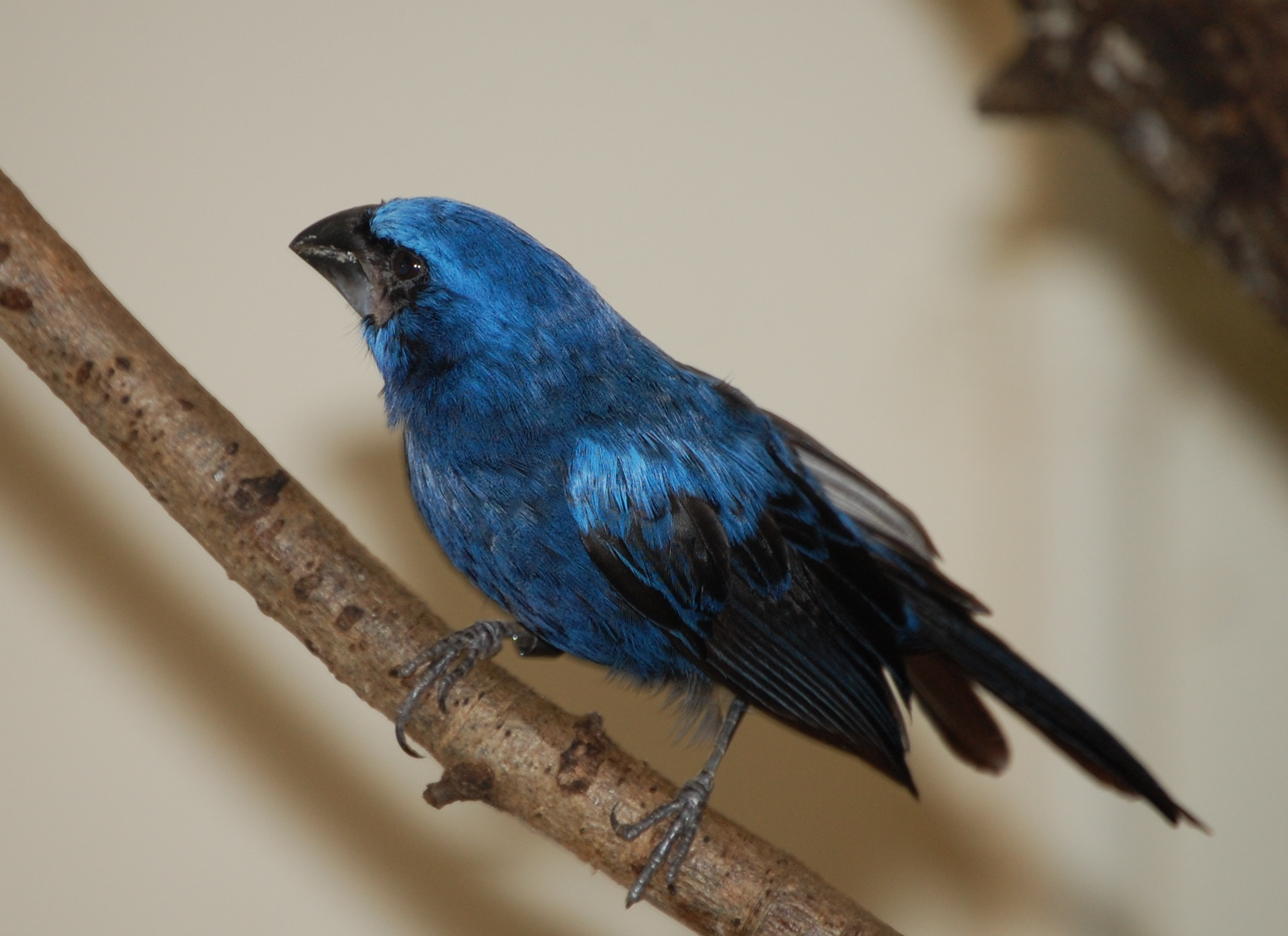
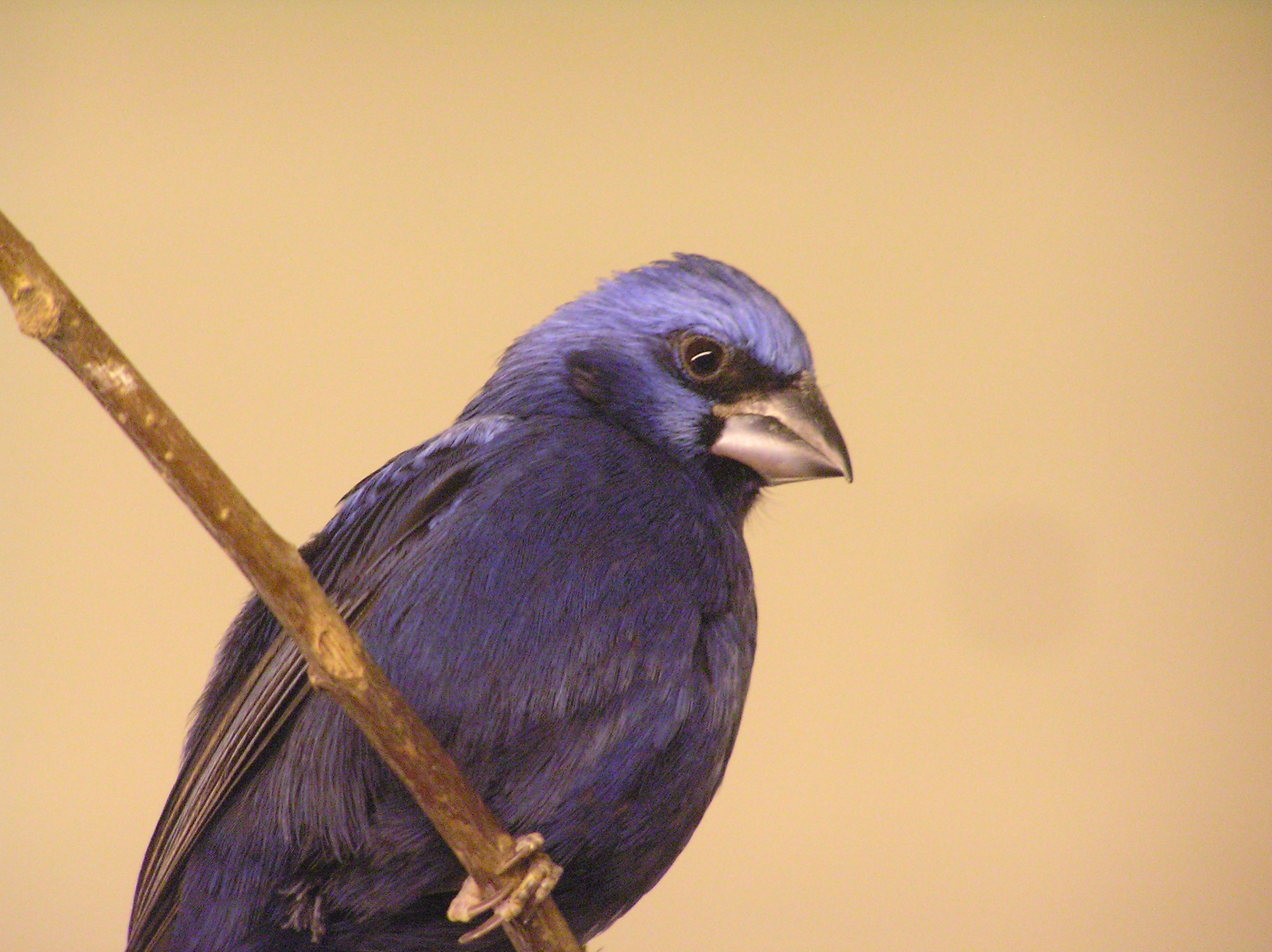